# Lo Vèrn de Labrit
Vert (en francès Vert) és un municipi francès situat al departament de les Landes i a la regió de la Nova Aquitània.

## Demografia
| 1962                                       | 1968 | 1975 | 1982 | 1990 | 1999 | 2007 |
| ------------------------------------------ | ---- | ---- | ---- | ---- | ---- | ---- |
| 189                                        | 221  | 213  | 206  | 193  | 209  | 238  |
| Des de 1962: població sense dobles comptes |      |      |      |      |      |      |

## Administració
| Període   | Identitat             | Partit |
| --------- | --------------------- | ------ |
| 2001-2010 | Marie-Claude Lamarque |        |
| 2010-     | Philippe Darpheuil    |        |